# Jehanne Rousseau

Jehanne Rousseau (2019)

Jehanne Rousseau (* 8. Juli 1976) ist eine französische Game Designerin, Grafikerin und Drehbuchautorin für Videospiele.

## Leben
Nach ihrem Studium der klassischen Literatur an der Universität Paris-Sorbonne erhielt sie 1998 ihren ersten Job als Grafikdesignerin für Videospiele auf dem Game Boy Color.
Jehanne Rousseau hat für RFX Interactive, Gameloft und Monte Cristo gearbeitet.
Seit 2008 ist sie Direktorin des von ihr mitbegründeten Studios Spiders, wo sie einen Teil der Drehbücher für die entwickelten Spiele schreibt.
Sie war 2017 Mitglied der Jury des H.R. Giger "Narcisse"-Preises für den besten Film beim Neuchâtel International Fantastic Film Festival und der Belgian Game Awards im Jahr 2020.
Im Jahr 2020 erhielt sie den Pégase-Preis für die Persönlichkeit des Jahres. Bei dieser Gelegenheit kündigt sie in Zusammenarbeit mit dem Verband Loisirs Numériques die Gründung des JV-Stipendiums an, um Studenten nach dem Abitur zu unterstützen, die eine Schule im Bereich der Videospiele besuchen möchten.
Am 15. Oktober 2021 überreicht Muriel Tramis ihr den Verdienstorden Ordre national du Mérite.